# Caryocolum peregrinella
Caryocolum peregrinella — вид лускокрилих комах з родини виїмчастокрилі молі (Gelechiidae).

## Поширення
Вид поширений в північній Іспанії, південних Альпах (Франція, Італія, Словенія та Австрія), Боснії та Герцеговині, Північній Македонії та Греції.

## Опис
Довжина передніх крил 7,5-8 мм у самців і 7,5-9 мм у самиць.

## Спосіб життя
Дорослі особини були зареєстровані на крилі з середини липня до середини вересня. Личинки живляться листям Silene ciliata і Petrocoptis pyrenaica. Личинок можна знайти в середині червня.